# Federazione Esperantista Italiana
La Federazione Esperantista Italiana (FEI, in esperanto Itala Esperanto-Federacio) è un'associazione non profit, che si occupa della diffusione della lingua ausiliaria internazionale esperanto in Italia. La sua sede è situata a Milano. La sua sezione giovanile è la Gioventù Esperantista Italiana (in esperanto Itala Esperantista Junularo, abbreviato in IEJ).
L'associazione sorse a Firenze il 21 marzo 1910 dove organizzò il primo congresso nazionale; fu ufficialmente dichiarata ente morale secondo il DPR 1720 del 28 giugno 1956.
Per questo motivo è eleggibile come destinatario del 5‰ che gli italiani possono devolvere con il proprio reddito ad un'associazione senza fini di lucro.
L'associazione è un membro nazionale dell'Associazione Universale Esperanto mentre la sua sezione giovanile è membro della Organizzazione Esperantista Giovanile Mondiale.

## Cariche istituzionali
Attualmente è presidente della FEI la prof. Laura Brazzabeni.
Il Consiglio Direttivo è inoltre formato da Brunetto Casini, vicepresidente, Anna Carrera, segretario, Alessandro Bellucci, cassiere, Gianantonio Pfleger, Riccardo Natale Pinori, Ruben Conti.

## Descrizione
La Federazione Esperantista Italiana promuove, in molti modi diversi, la conoscenza, l'uso, la diffusione, le problematiche riguardanti la lingua Esperanto. Questa azione si realizza attraverso una serie di attività tra cui (ma non solo): corsi di esperanto, sia dal vivo che a distanza, sia telematicamente che per posta elettronica o tradizionale, conferenze su vari argomenti riguardanti (ma non solo) la lingua esperanto, concorsi di letteratura e poesia, promozione su televisione, stampa, radio e internet, congressi nazionali e internazionali e partecipazione ad eventi nazionali come la marcia per la pace Perugia-Assisi. Promuove inoltre lo scambio di collaborazioni tra associazioni, soprattutto pacifiste, religiose e agnostiche.

## Pubblicazioni
- Il suo organo ufficiale è la rivista l'esperanto[6].
- NSiR - Nova Sento in Rete è un'altra pubblicazione di FEI, aperiodica ed esclusivamente digitale, in Esperanto e Italiano, riservata ai soci[7].

## Congressi nazionali e internazionali
Ogni anno FEI organizza e gestisce il Congresso italiano di esperanto, mentre la sua sezione giovanile, la Gioventù Esperantista Italiana, organizza il Festival giovanile internazionale.
- Nel 2023 la FEI ha organizzato a Torino il 108º Congresso universale di esperanto[8][9]
- Nel 2006 la FEI ha organizzato a Firenze il 91º Congresso universale di esperanto[10][11]
- Nel 1955 la FEI ha organizzato a Bologna il 40º Congresso universale di esperanto[12]
- Nel 1935 la FEI ha organizzato a Roma il 27º Congresso universale di esperanto[13]

## Corsi di lingua Esperanto
F.E.I., attraverso i suoi gruppi locali, organizza una serie di corsi di lingua Esperanto. Generalmente gratuiti, i corsi prevedono un esame finale con classificazione secondo il quadro europeo gestiti da membri italiani della Lega Internazionale Insegnanti di Esperanto.
Dal 2015, F.E.I. gestisce e distribuisce un corso gratuito tramite Internet e e-mail, il corso KIREK, fino ad allora gestito dalla I.E.J., la sezione giovanile. Questo corso, tradotto ed adattato da un corso per corrispondenza tedesco, il 'Korrespondenzkurs Esperanto' ideato da Ulrich Becker(Berlin, 1990), è disponibile online dal 2003.
Dal 2021, la F.E.I. organizza in rete corsi di gruppo con insegnante.
Informazioni su tutti i tipi di corso sono ottenibili sul sito.

## Dizionario Esperanto<->Italiano
Il sito della F.E.I. ospita e gestisce il più completo dizionario Italiano-Esperanto on-line con più di 50.000 termini italiani, 66.000 termini in Esperanto, per un totale di più di 500.000 inflessioni e coniugazioni: hvortaro.
La forma elettronica di questo dizionario è derivata dal Dizionario italiano-esperanto (più di 1400 pagine), pubblicato da CoEdEs nel 1996, dal prof. Carlo Minnaja ISBN=8885872050.

## Casa editrice
F.E.I. è anche una piccola casa editrice che pubblica in proprio libri di carattere divulgativo o di ausilio didattico o di cultura generale su e in Esperanto.
Un breve elenco esemplificativo:
- (EO) Niccolò Macchiavelli, La Princo, traduzione di Carlo Minnaja, FEI, 2006, ISBN 978-88-89177-68-6. Traduzione in Esperanto del famoso libro: Il Principe.
- (EO) Alessandro Manzoni, La gefianĉoj, traduzione di Battista Cadei, FEI, 2006, ISBN 978-88-89177-23-5. Traduzione in Esperanto de I promessi sposi.
- Stano Marček, Esperanto con il metodo diretto, traduzione di Luigia Oberrauch, illustrazioni di Linda Marčeková, Milano, F.E.I., 2007, ISBN 978-80-969667-1-4. Una grammatica illustrata di 22 lezioni. Spiegazioni della grammatica in italiano con piccolo vocabolario allegato.
- Carlo Minnaja, Lazzaro Ludovico Zamenhof, FEI, 2009, ISBN 978-88-96582-00-8. Un'antologia dell'inventore dell'Esperanto.
- Pedro Aguilar Solá, Corso intensivo di esperanto per allievi e autodidatti, Milano, F.E.I., 2016, ISBN 978-88-96582-14-5. Grammatica essenziale con note lessicali, dialoghi, esercizi con chiave di soluzione e piccolo vocabolario incluso.
- (EO) Giuseppe Ungaretti, Vivo de Homo, traduzione di Nicolino Rossi, Carlo Minnaja, FEI, 2016, ISBN 978-88-96582-15-2. Vita e lavori di Giuseppe Ungaretti.
- (EO) Carlo Minnaja, Historio de la Akademio de Esperanto, Milano, F.E.I., 2018, ISBN 978-88-96582-23-7.
- (EO) Davide Astori, Enkonduke al Ĝenerala Lingvistiko, FEI, 2018, ISBN 978-88-96582-24-4.
- (EO) Christopher Chippindale, Pado al Paradizo. Clarence Bicknell kaj la Valo de la Mirindaĵoj., traduzione di Humphrey Tonkin, FEI, 2018, ISBN 978-88-96582-22-0. traduzione in Esperanto di 'A High Way to Heaven. Clarence Bicknell and the “Vallee des Merveilles”' di Christopher Chippindale, pubblicato nel 1998. Una bibliografia di Clarence Bicknell, pioniere britannico dell'Esperanto, botanico, archeologo, poeta e umanista.
- (EO) Annamaria Piccione, La Dia Komedio rakontata al la infanoj, traduzione di Carlo Minnaja, 2021, ISBN 978-88-96582-26-8., "La Divina Commedia raccontata ai ragazzi", con illustrazioni a colori.

## F.E.I. nei media
Rappresentanti F.E.I. sono stati spesso intervistati da radio e televisioni nazionali. Ecco un breve elenco di interviste apparse nei media:
- Federazione Esperantista Italiana intervista (solo audio) su Rai Radio 1, del 14/03/2021.
- La Rai parla di Esperanto - 01/10/2012 - trasmissione video 'Spazio libero' - programma di Rai Parlamento, con Maria Rosaria Spanò vice Presidente Centro Esperanto Torino, Michael Boris Mandirola vice Presidente di TEJO (sarà poi nel 2015 Presidente).
- La Rai parla di Esperanto - 06/12/2017 - trasmissione video 'Spazio Libero' - programma di Rai Parlamento, con Michela Lipari, Paolo Scotti, Debora Rossetti.

## F.E.I. e IEJ nei libri e nei giornali
- Esperanto e chiesa cattolica
- In due milioni parlano Esperanto (articolo de "La Repubblica" del 15 dicembre 2009).
- Il futuro dell'esperanto tra vocazione umanitaria e lingua ausiliaria
- Carlo Minnaja, L’Esperanto in Italia, Il Poligrafo, 2007, ISBN 978-88-7115-546-3.
- Alla scoperta della lingua universale inventata per abolire la guerra articolo apparso il 30 agosto, 2022 sulla rivista Left.